# Salangane papoue
Aerodramus papuensis
Espèce
Synonymes
- Collocalia papuensis

Statut de conservation UICN

 DD  : Données insuffisantes
La Salangane papoue (Aerodramus papuensis) est une espèce de salanganes, oiseaux proches du martinet et appartenant à la famille des Apodidés.
C'est une espèce monotypique (non subdivisée en sous-espèces).

## Aire de répartition
C'est une espèce endémique à la Nouvelle-Guinée.